# The Ruling Passion (film fra 1922)
The Ruling Passion er en amerikansk stumfilm fra 1922 af F. Harmon Weight.

## Medvirkende
- George Arliss som James Alden
- Doris Kenyon som Angie Alden
- Edmund Burns som 'Bill' Merrick
- Ida Darling som Mrs. Alden
- J. W. Johnston som Peterson
- Ernest Hilliard som Carter Andrews